# Staraja Ladoga

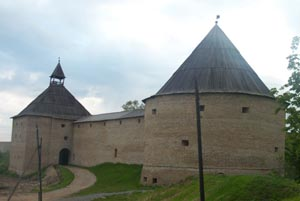
Borgen i Staraja Ladoga.

Staraja Ladogas vapen.

Staraja Ladoga (ryska: Ста́рая Ла́дога, "gamla Ladoga", eller Aldeigjuborg i de nordiska sagorna eller Aldogaborg) är en by (selo) i Volchov rajon i Leningrad oblast i Ryssland, och är belägen vid Volchovfloden nära sjön Ladoga, ca 100 km öster om Sankt Petersburg. Staraja Ladoga är centralort i den administrativa landsbygdsenheten Staroladozjskoje, som hade 2 574 invånare i början av 2015.  Fram till 1703 hette byn Ladoga (ryska: Ла́дога).
Byn var en välmående handelsplats från ca år 760  och vidare under 800-talet. Flera olika folkgrupper bodde i byn, som dominerades av skandinaviska ruser. Staraja Ladoga har även kallats för Rysslands första huvudstad. I närheten av byn finns ett gravfält med 18 högar där fynd gjorts av spännbucklor av skandinavisk typ.
Isländske Snorre Sturluson berättar i Heimskringla (1230) - diktverket om de nordiska kungarna - om Aldeigjuborg. Snorre berättar om Ingegerd Olofsdotter som enligt honom fick Aldeigjuborg -Staraja Ladoga som bröllopsgåva i sitt äktenskap med Jaroslav den vise, furste i Novgorod (Holmgård) och senare storfurste i Kiev (Könugård). Kievriket grundades enligt Nestorskrönikan av vikingar. Den svenska vikingaprinsessan Ingegerd Olofsdotter, som 1019 blev drottning av Kievrus genom sitt äktenskap med Jaroslav I, överlät senare Aldeigjuborg till sin vän Jarl Ragnvald Ulfsson av Västergötland.
År 1703 lät Peter den store grunda Novaja Ladoga ("nya Ladoga") på en plats närmare sjön.